# Senotainia similis
Senotainia similis är en tvåvingeart som först beskrevs av Townsend 1891.  Senotainia similis ingår i släktet Senotainia och familjen köttflugor.
Artens utbredningsområde är Illinois. Inga underarter finns listade i Catalogue of Life.